# Omocromia
L'omocromia (dal greco omos, "simile" e chroma, "colore") in biologia è forma di criptismo per cui un organismo assume, per lo più a scopo protettivo, la stessa colorazione prevalente nell'ambiente in cui vive. L'omocromia si divide in:
- Omocromia fissa, se la colorazione è permanente
- Omocromia mobile, se la colorazione varia in base alla situazione.